# シブヤン海

シブヤン海はロンブロン諸島（図中の赤い島々）を囲む海域

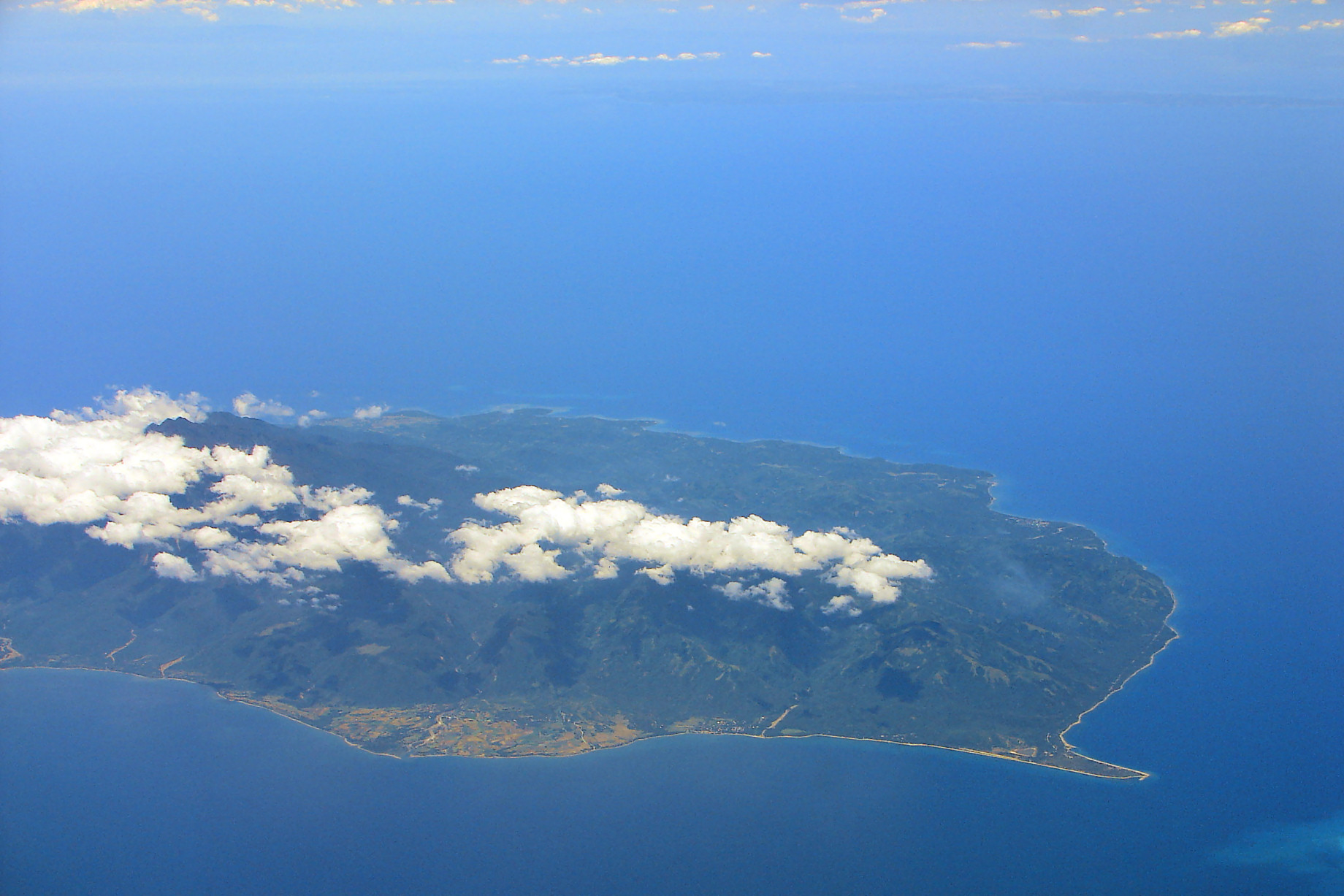
シブヤン島

シブヤン海（英語：Sibuyan Sea）は、フィリピン海の一部に含まれるフィリピン中央部にある小さな海域で、フィリピン北部のルソン島およびその周辺島嶼と、フィリピン中部のビサヤ諸島とを分けている海である。
南はパナイ島、西はミンドロ島、東はマスバテ島、北はルソン島のビコル半島に囲まれている。シブヤン海中央部にはロンブロン島、タブラス島、シブヤン島などからなるロンブロン諸島が浮かび、ロンブロン州を形成している。

## シブヤン海海戦
太平洋戦争中の1944年10月24日、フィリピン奪還を目指しレイテ島に迫るアメリカ軍とこれを阻止する日本軍の間で行われた決戦、レイテ沖海戦（比島沖海戦）の緒戦で、ブルネイからレイテに向かう日本艦隊とフィリピン諸島内に展開したアメリカ艦隊が最初にこの海域で衝突した。これをシブヤン海海戦という。
戦艦武蔵はこの時シブヤン海に沈没したが、正確な沈没位置などは分かっていなかった。沈没からおよそ70年後の2015年3月3日、マイクロソフトの共同創業者であるポール・アレンは、自らが率いる海洋調査プロジェクトがシブヤン海の水深1000mの海底にて武蔵の船体を発見したとTwitter上で発表し、2枚の写真を投稿した。